# Sida au Tchad

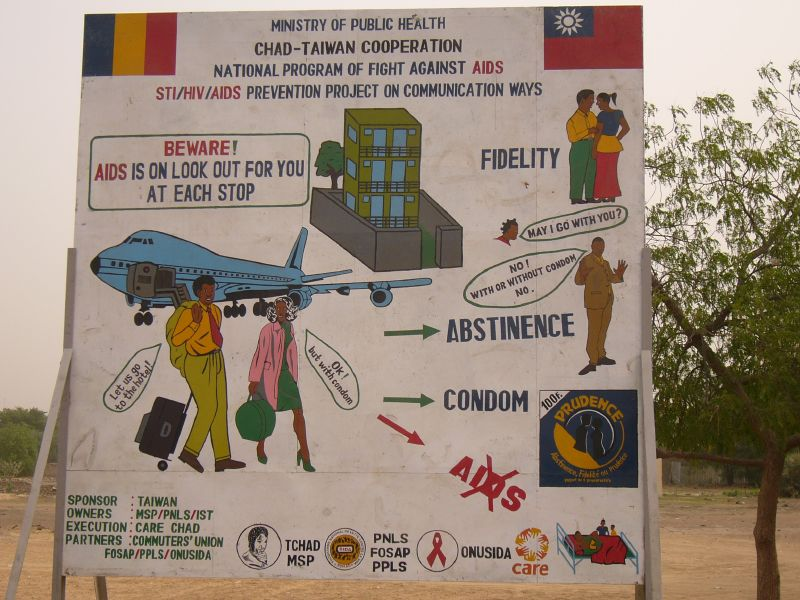
Campagne de prévention en 2005.

Le sida constitue un problème de santé majeur au Tchad où l’épidémie est de type généralisé.

## Prévalence
En 2016, le taux de prévalence au sein de la population tchadienne entre 15 et 49 ans était estimé à 1,3 % – situant le pays au 38e rang mondial. Selon le Comité national de lutte contre le sida (CNLS), 12 000 nouvelles personnes y sont infectées par le virus chaque année.